# Vaccinium smallii
Vaccinium smallii är en ljungväxtart som beskrevs av Asa Gray. Vaccinium smallii ingår i Blåbärssläktet, och familjen ljungväxter. Utöver nominatformen finns också underarten V. s. glabrum.

## Bildgalleri

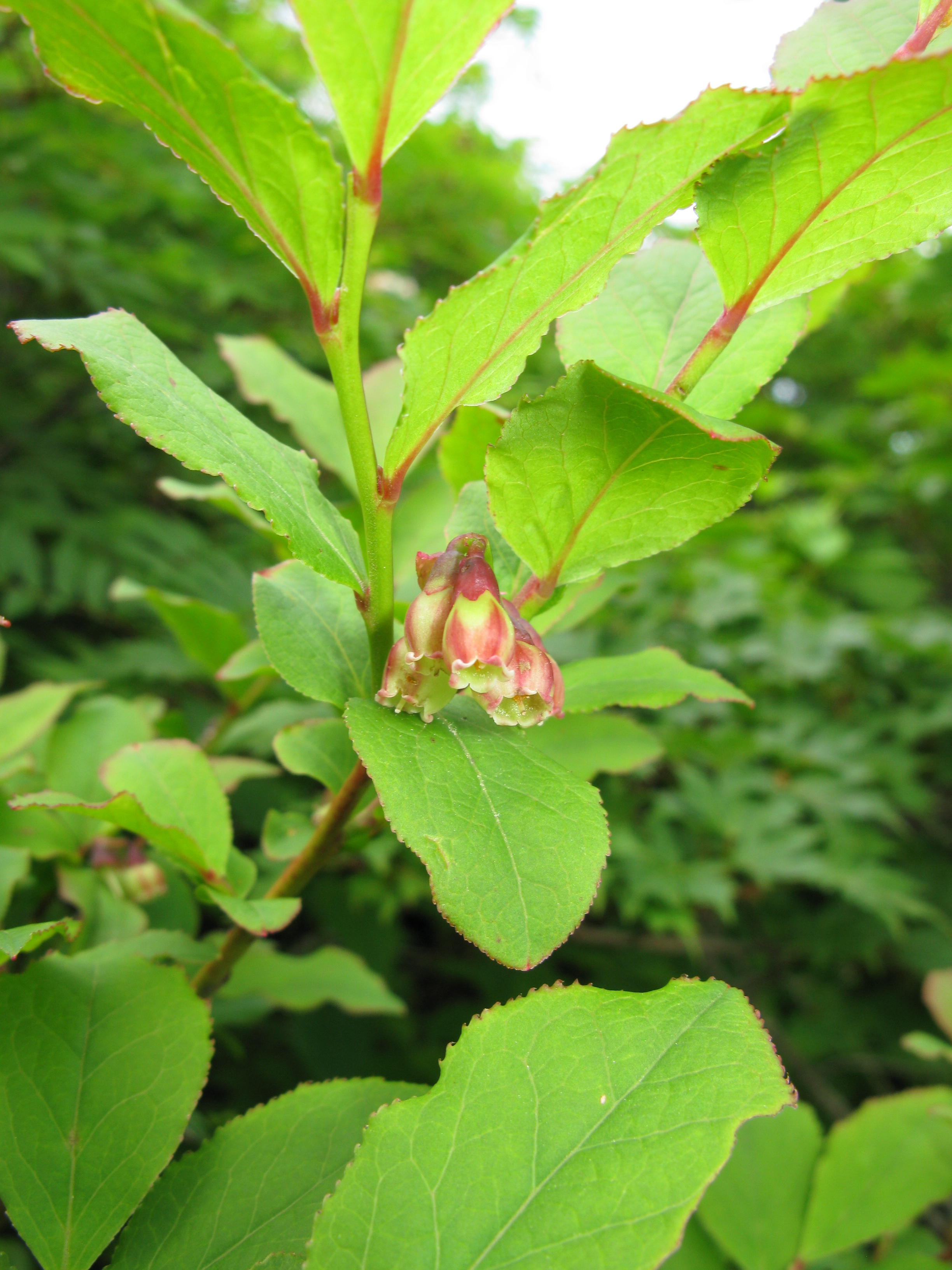
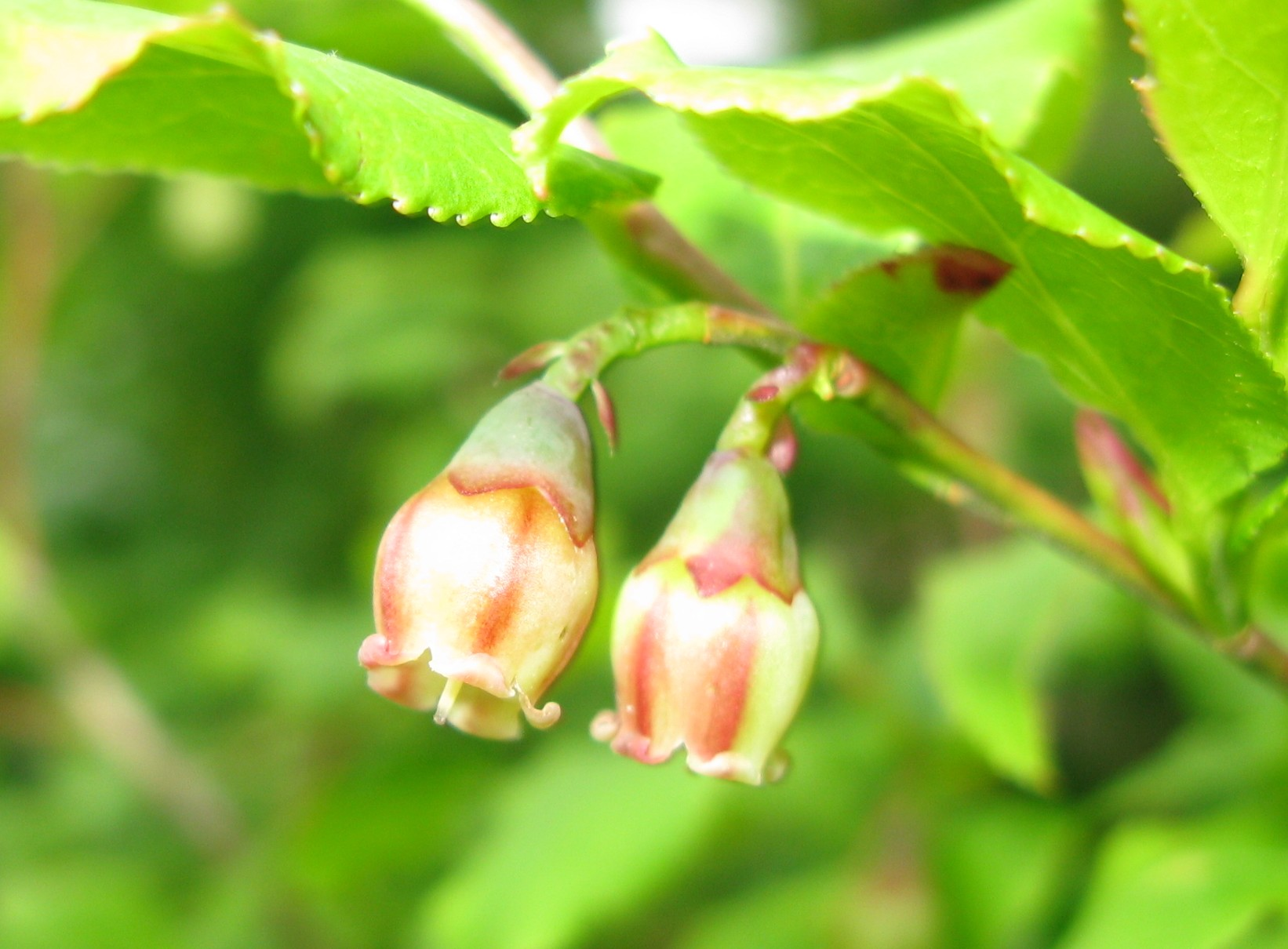
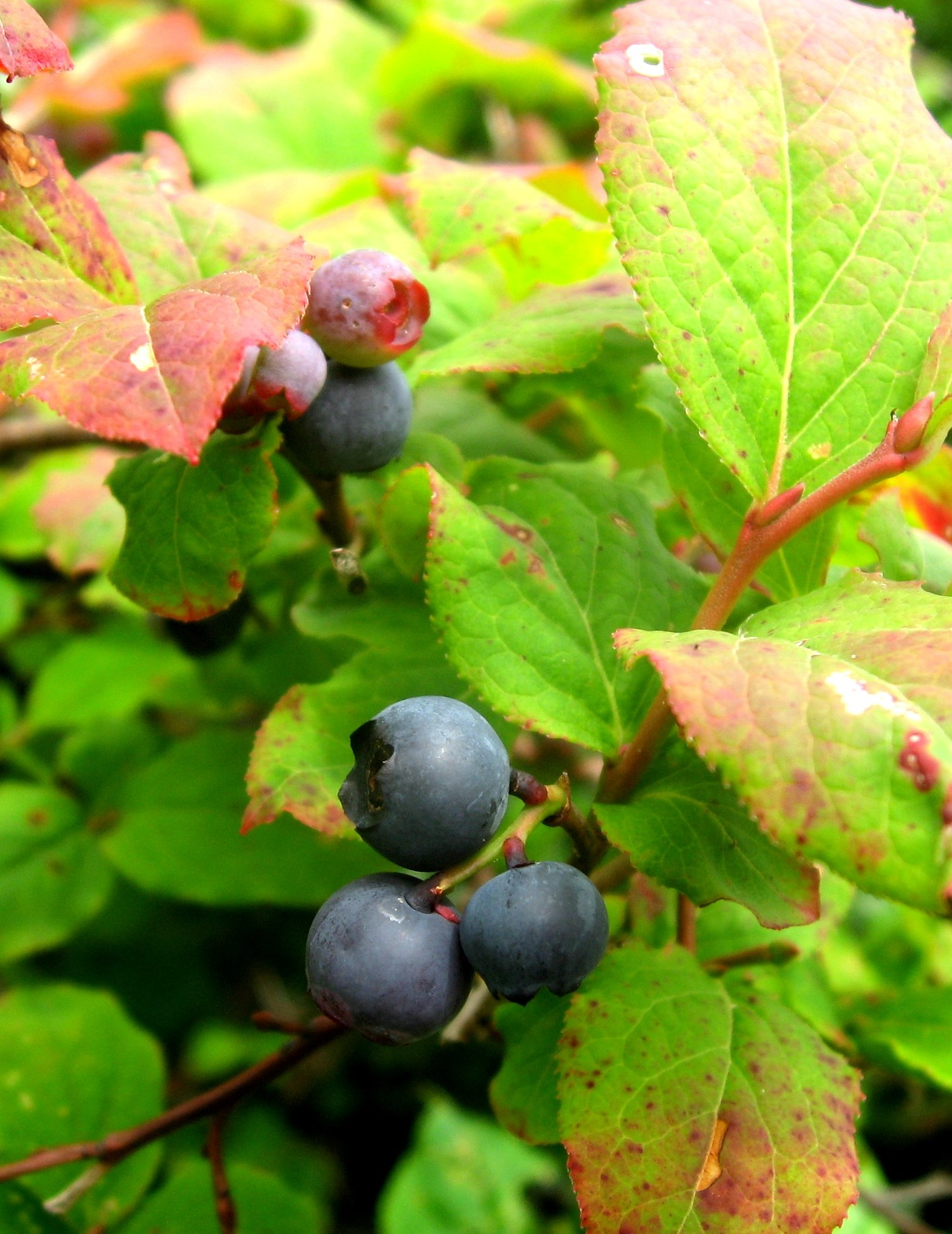
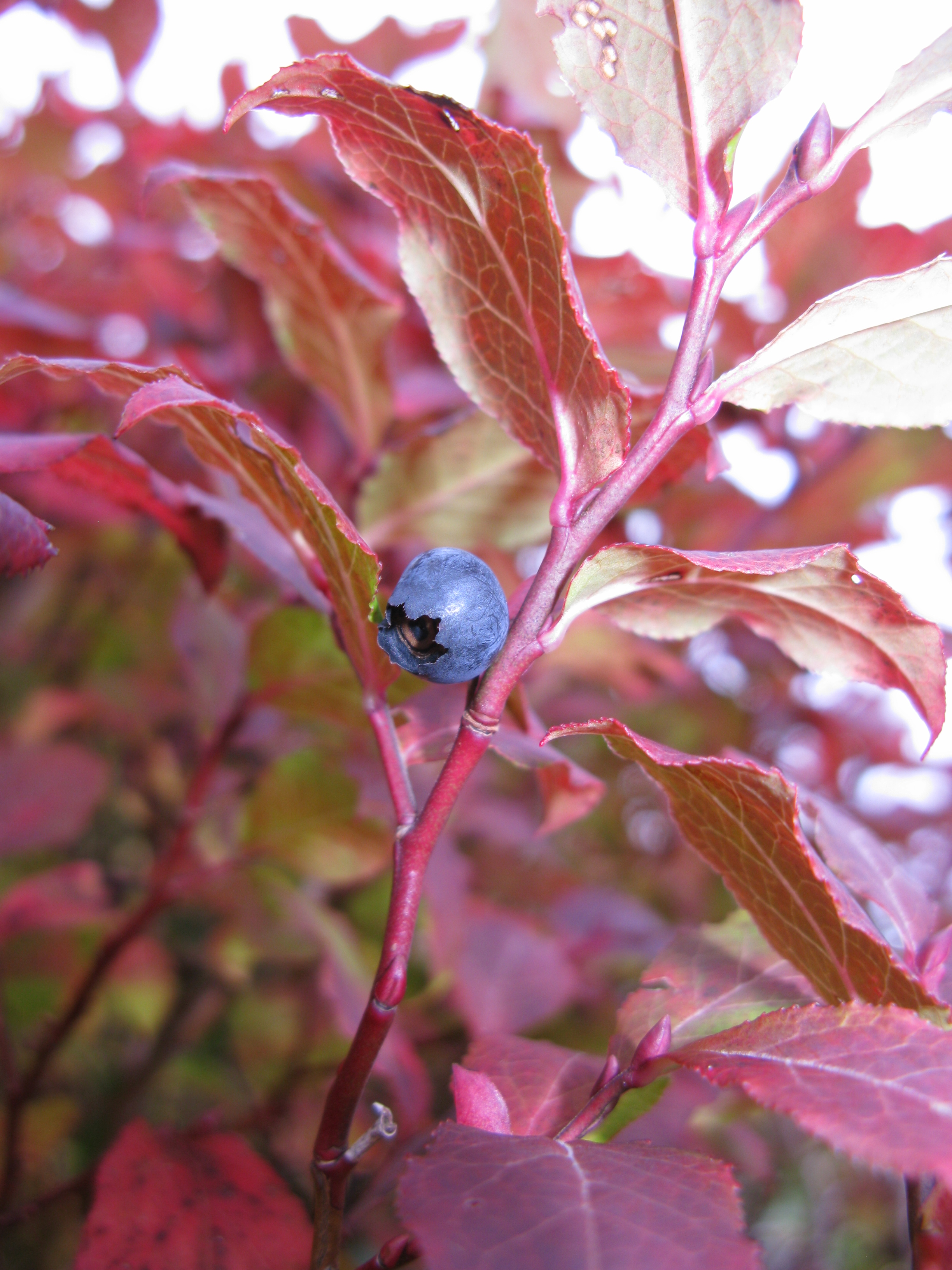